# Záhornice
Záhornice (deutsch Zahornitz, auch Sahornitz) ist eine Gemeinde in Tschechien. Sie liegt fünf Kilometer nördlich von Městec Králové und gehört zum Okres Nymburk.

## Geographie

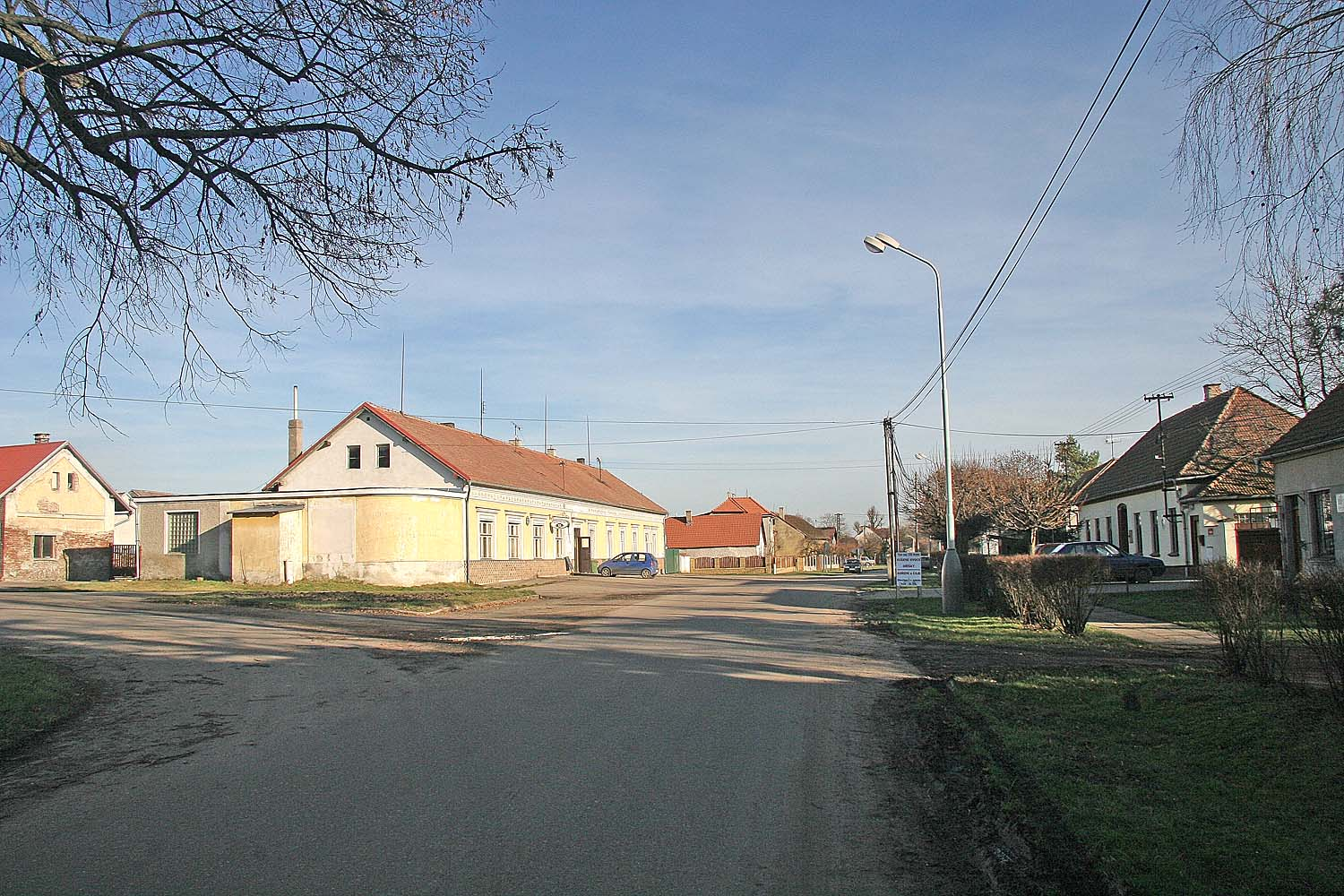
Záhornice

Záhornice befindet sich in den südlichen Ausläufern der Jičínská pahorkatina am Bach Záhornický potok. Westlich liegt das Tal des Štítarský potok mit den Stauweihern Pustý rybník und Jakubský rybník.
Nachbarorte sind Malá Strana und Nová Ves im Norden, Dubečno im Nordosten, Kněžice im Osten, Nový Dvůr und Sloveč im Südosten, Vinice im Süden, Velenice im Südwesten, Poušť und Dymokury im Westen sowie Nouzov im Nordwesten.

## Geschichte

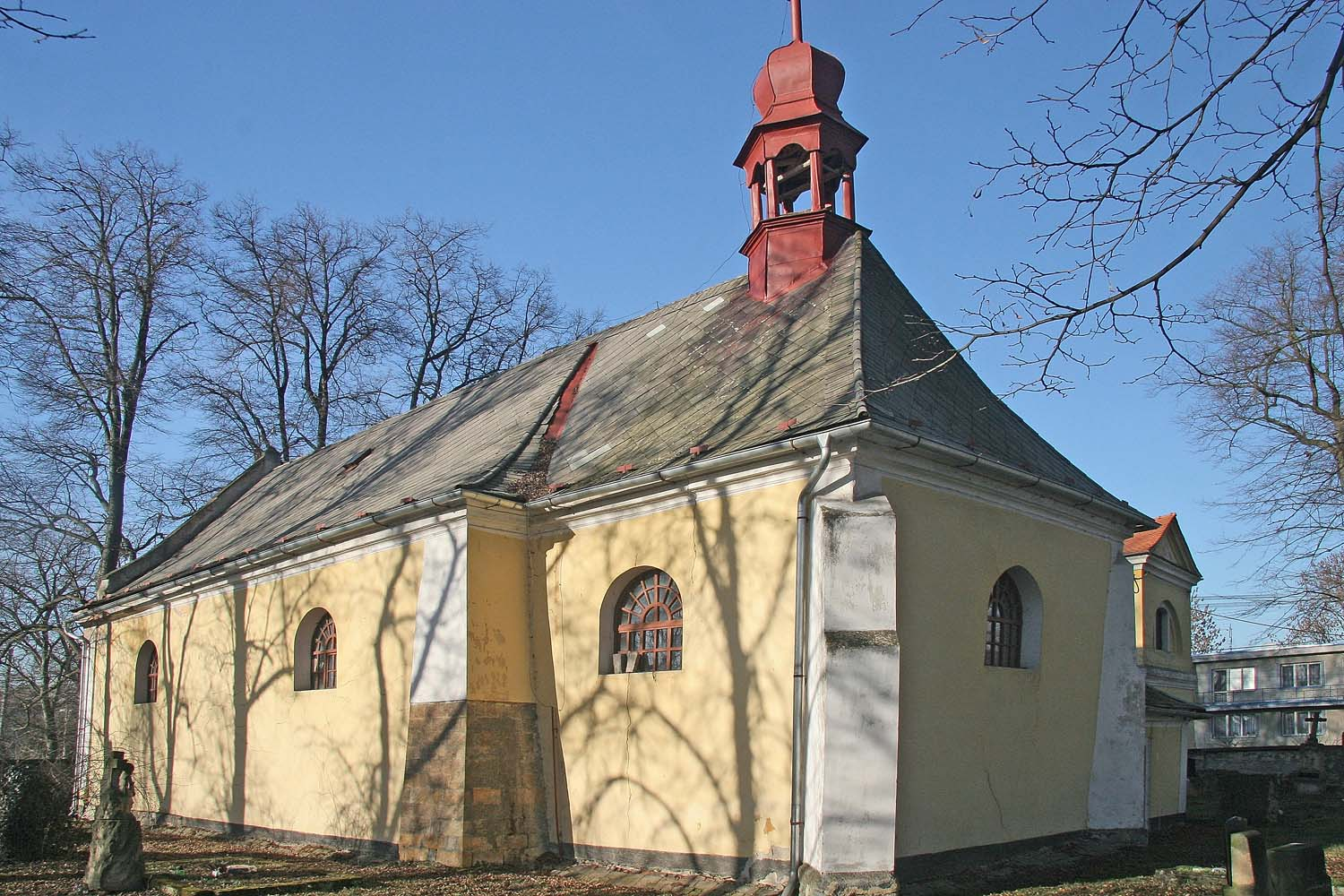
Kirche St. Matthäus

Die erste schriftliche Erwähnung des Dorfes erfolgte 1225 in einer Urkunde Ottokars I. Přemysl über die erbliche Überlassung des Dorfes Vesce an die Stadt Hradec Králové, in der ein Riuin de Zahornic als Zeuge auftrat. Záhornice gehörte ab der Mitte des 14. Jahrhunderts zu den Besitzungen des Kartäuserklosters Poděbrady. Nach den Hussitenkriegen besaßen die Straník von Kopidlno den Ort. Nachfolgend wurde Záhornice dem Gut Dymokury zugeschlagen. Im 16. Jahrhundert besaß Johanna, verwitwete Haugwitz von Biskupitz den Hof Záhornice. Das Dorf und der Vorwerkshof wurden im späten 16. Jahrhundert an die Güter in Chotěšice angeschlossen. 1585 brach zwischen Johann dem Jüngeren von Waldstein und Jan Charbusický von Poděbrady eine Fehde um den Hof Záhornice aus. Nikolaus von Gersdorff erwarb 1617 Záhornice. Als Aufständischer wurde sein Besitz nach der Schlacht am Weißen Berg 1621 eingezogen und Záhornice der Herrschaft Dymokury zugeschlagen.
Der Leinmarkt von Záhornice besaß im 18. Jahrhundert eine große Bedeutung, er wurde 1848 eingestellt. 1836 zerstörte zu Weihnachten ein Feuer große Teile von Záhornice.
Nach der Aufhebung der Patrimonialherrschaften bildete Záhornice ab 1850 mit dem Ortsteil Poušť eine Gemeinde im Bezirk Poděbrady.
Am 17. Juni 1899 fielen im Dorf 28 Gebäude einem Brand zum Opfer. 1902 ließ Graf Czernin von Chudenitz zu seiner Zuckerfabrik Dymokury die schmalspurige Dymokury-Rübenbahn errichten. Die auf 600-mm-Spurweite fahrende Bahn wurde 1904 bis Mezihájí verlängert und schließlich noch bis Velenice, Chotěšice und Sekeřice ausgebaut. 1931 fuhr die Feldbahn auf einer Strecke von 27,8 km. 1959 wurde die Bahn stillgelegt. Mit Beginn des Jahres 1961 kam die Gemeinde zum Okres Nymburk. 1970 hatte das aus 270 Häusern bestehende Dorf 669 Einwohner.
Zwischen 1980 und 1990 war Záhornice nach Chotěšice eingemeindet.

## Gemeindegliederung
Für die Gemeinde Záhornice besteht aus den Ortsteilen Poušť (Pauscht) und Záhornice (Zahornitz).

## Sehenswürdigkeiten
- Kirche St. Matthäus, errichtet im 12. Jahrhundert und seit 1357 schriftlich nachweisbar
- Statue des Hl. Johannes von Nepomuk, aus dem Jahre 1870, an der Straße zur Jakubský Mlýn
- Teiche Pustý rybník und Jakubský rybník

## Söhne und Töchter der Gemeinde
- František Pecháček (1896–1944), Turner und Widerstandskämpfer gegen die Nationalsozialisten